# シヨン城

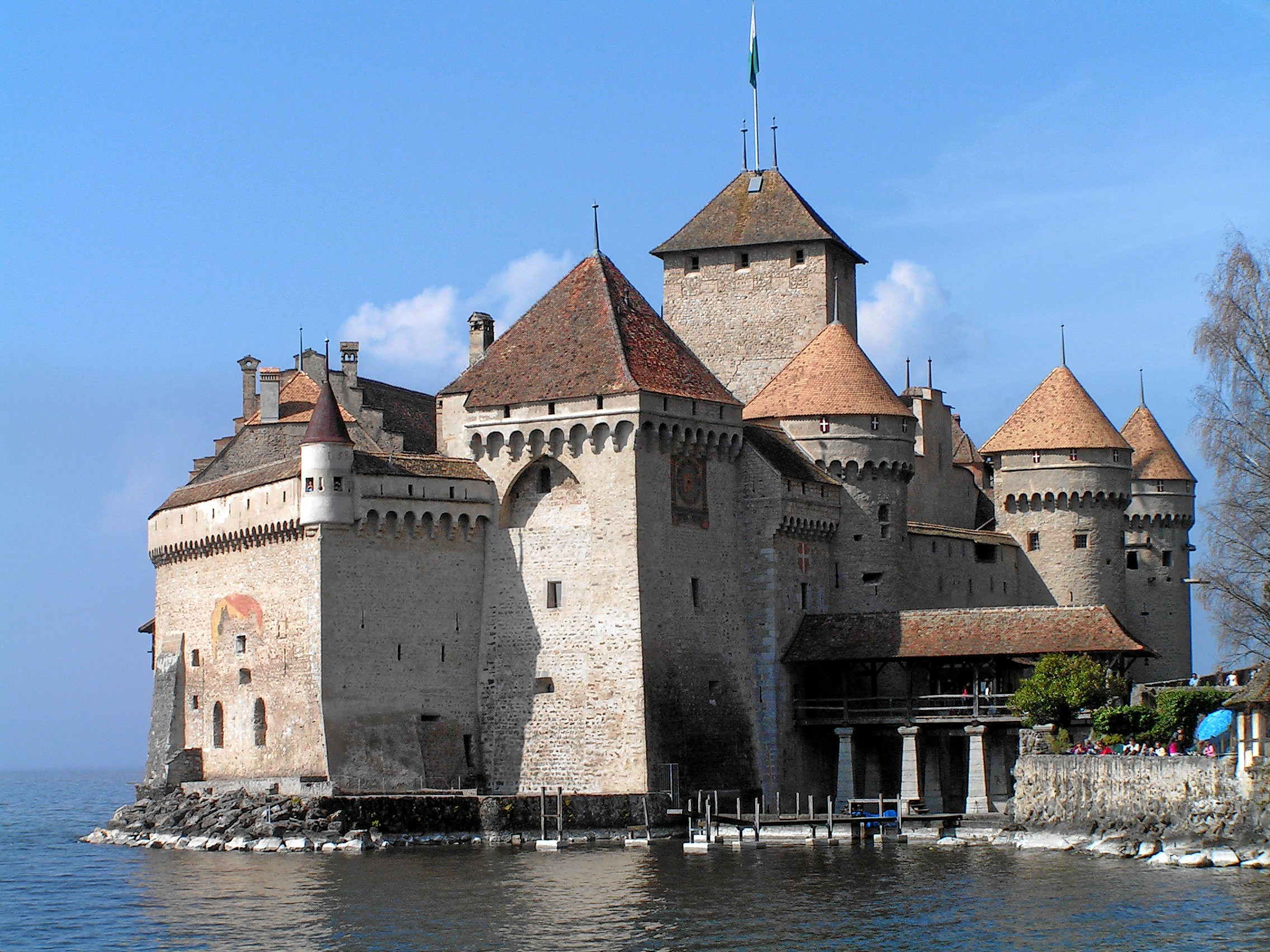
シヨン城

シヨン城（Château de Chillon [ʃiˈjɔ̃]、シオン城とも表記する）は、スイス連邦ヴォー州のモントルー近郊のレマン湖畔にある城である。
イギリスの詩人バイロンの詩「シヨンの囚人」、「シヨン城詩」の舞台として知られている。

## 概要
この城についての最古の記録は1160年のものであるが、城が建っている場所の岩は原始時代に住居とされていたことが判明している。12世紀にサヴォワ伯が領有してから拡張が行われ、13世紀から14世紀に最盛期を迎えた。バイロンによる1816年の詩「シヨンの囚人」、「シヨン城詩」は、16世紀にこの城に幽閉されたジュネーヴの宗教改革者フランソワーズ・ボニヴァルのことをうたったものである。

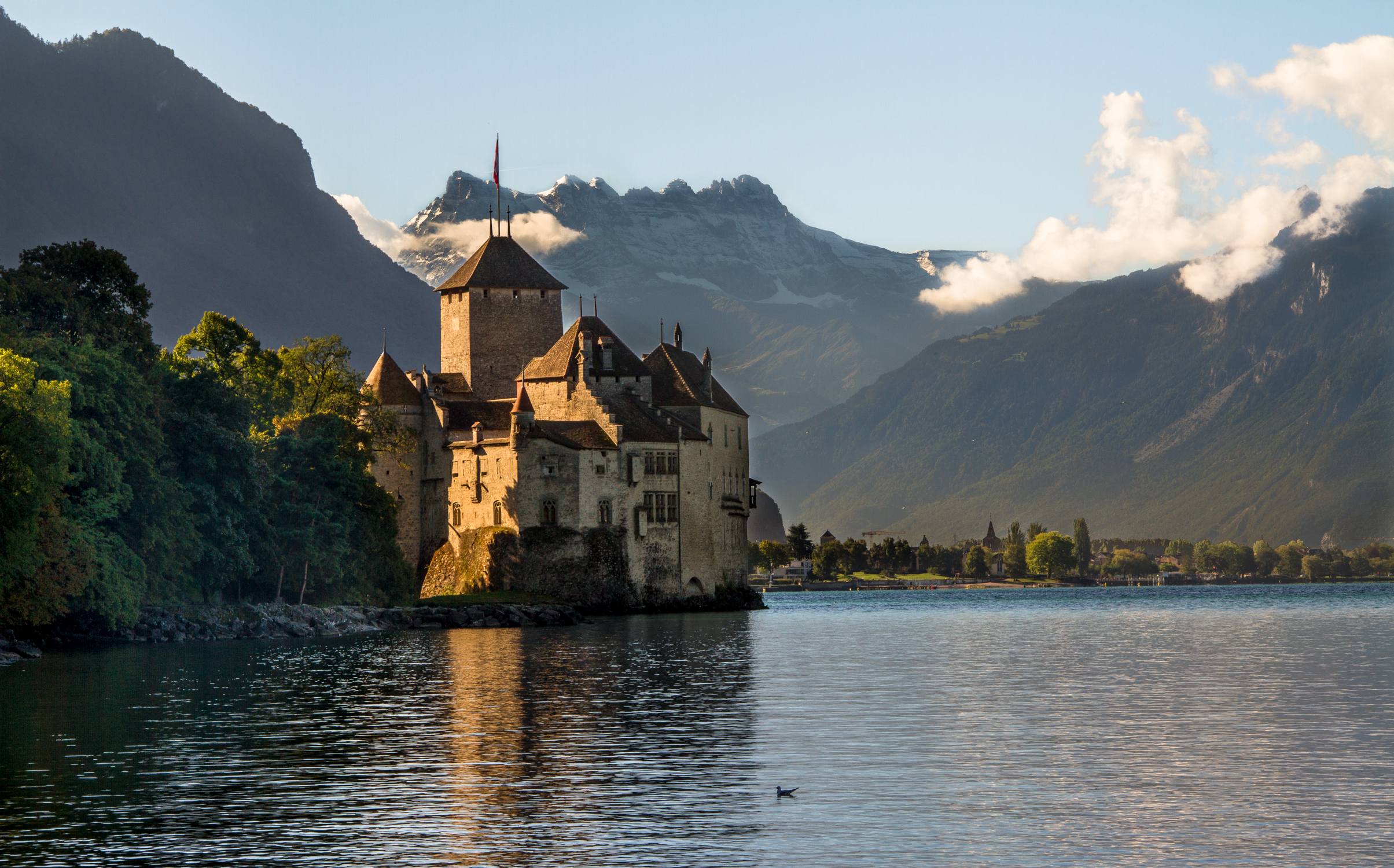
遠景

日本で製造・販売されている、ロート製薬の胃腸薬「シロン」（1954年発売開始）は、「Chillon」の英語読みに由来している。当時の社長山田輝郎が本城郭を訪れた際、その美しさに感銘したことから名づけたものである。
また、1988年に公開された日本とスイスの合作映画『アナザー・ウェイ ―D機関情報―』では、極秘任務のためにスイスに入国した、主人公の関谷直人海軍中佐（役所広司）が、海軍兵学校、海軍大学校の同期生でスイス駐在海軍武官補佐官の矢部海軍中佐（永島敏行）の友人である、新聞記者の笠井（井川比佐志）と初めて出会うシーンのロケ地となった。

## ギャラリー

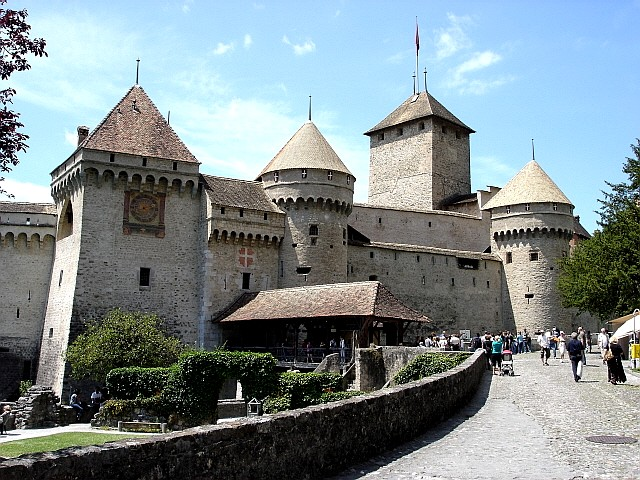
正面
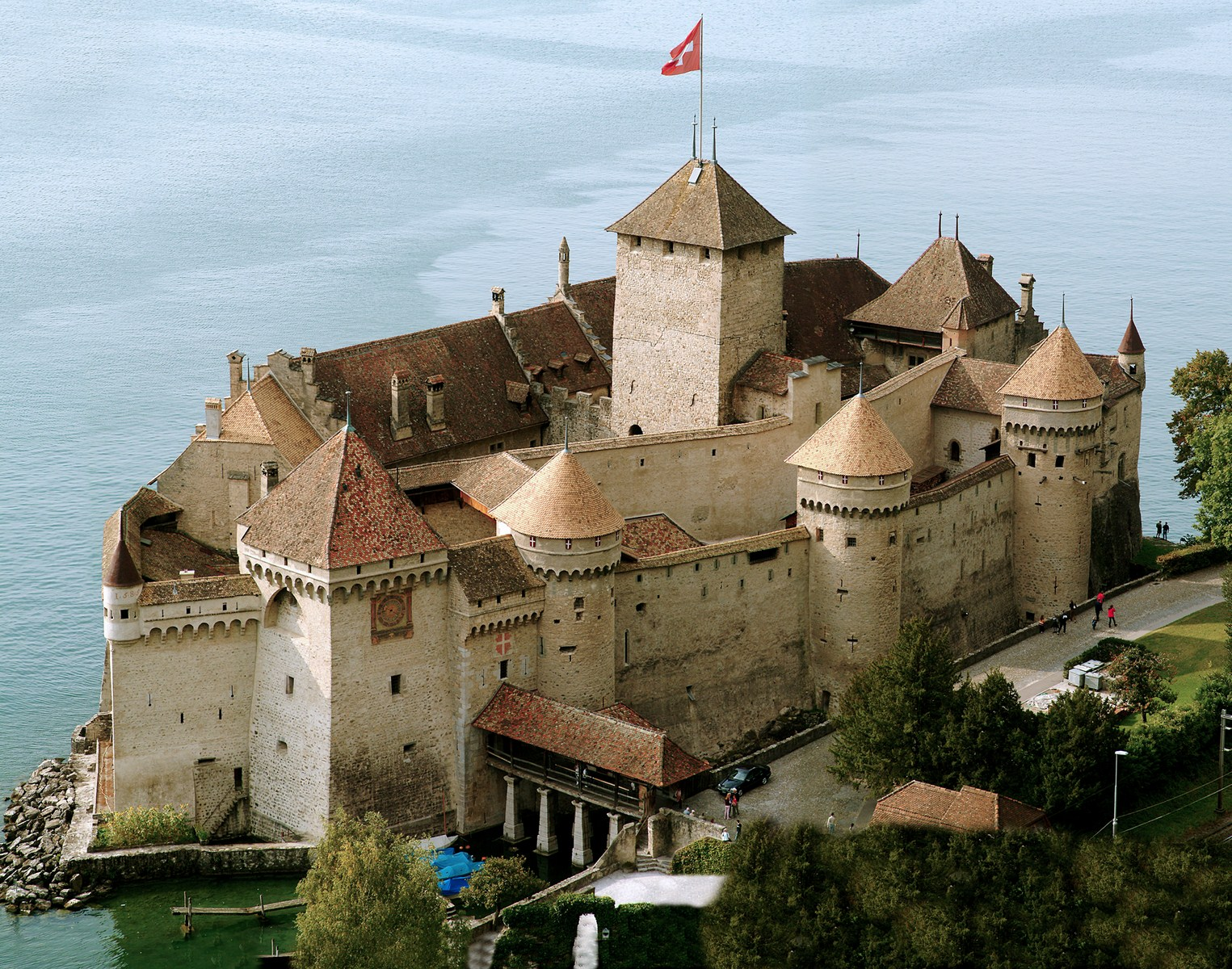
俯瞰
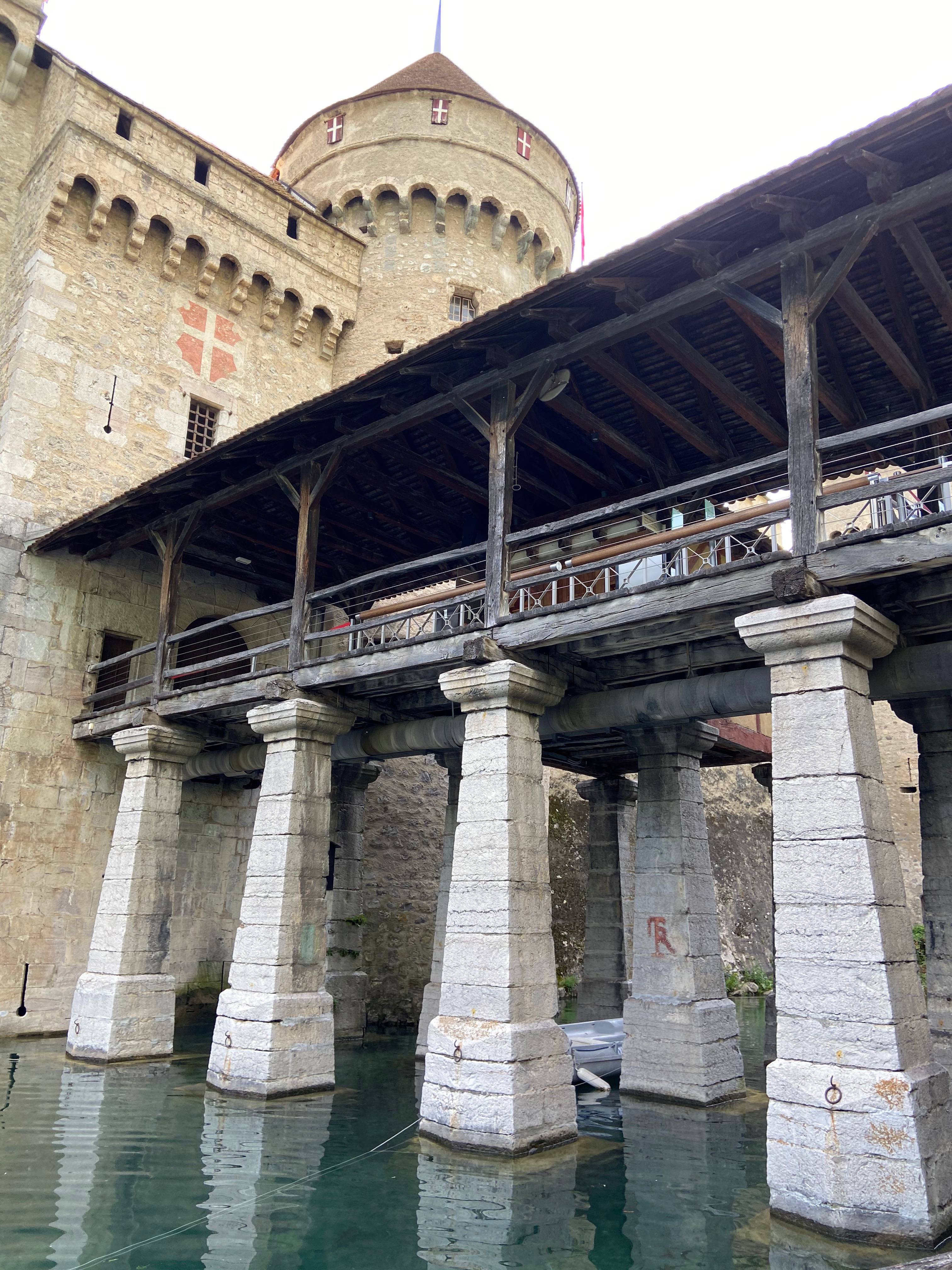
橋の下からの眺め
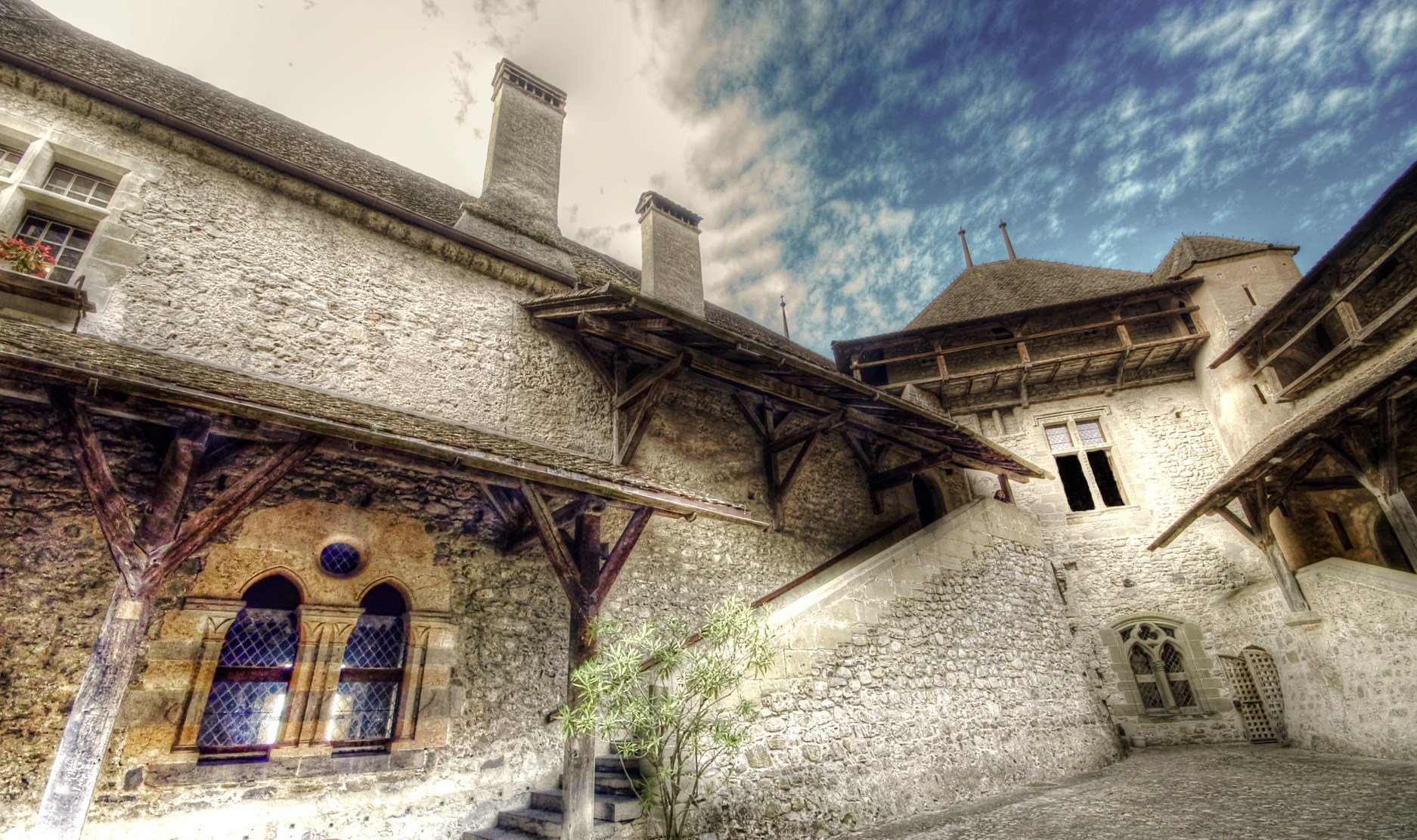
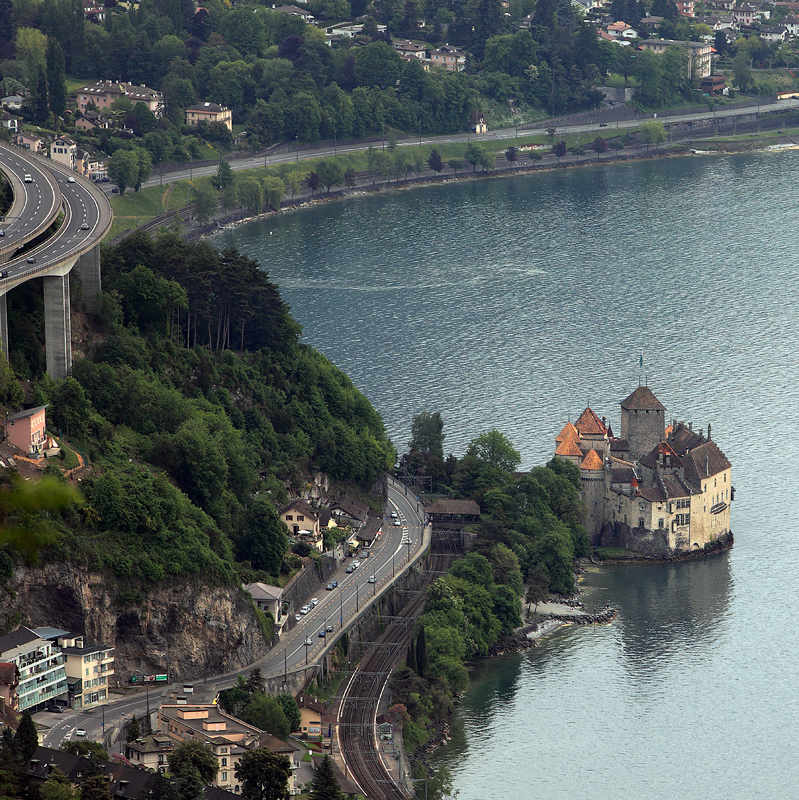
立地状況